# Шпанци
Шпанце (шп. españoles) чине романски народи, настањени на територији државе Шпаније, при чему ријеч Шпанац дефинише припадника шпанске нације и не односи се на етничко поријекло, јер је данашња шпанска нација резултат специфичних геополитичких и историјских околности. 